# Kaskawulsh Glacier
Kaskawulsh Glacier är en glaciär i Kanada.   Den ligger i territoriet Yukon, i den västra delen av landet, 4 400 km väster om huvudstaden Ottawa. Kaskawulsh Glacier ligger 1 674 meter över havet.
Terrängen runt Kaskawulsh Glacier är varierad. Trakten runt Kaskawulsh Glacier är nära nog obefolkad, med mindre än två invånare per kvadratkilometer.. Det finns inga samhällen i närheten.
Trakten runt Kaskawulsh Glacier är permanent täckt av is och snö.